# Amos Tutuola
Amos Tutuola (20. června 1920 Abeokuta – 8. června 1997 Ibadan) byl nigerijský spisovatel pocházející z chudé zemědělské rodiny. Nedosáhl vyššího vzdělání a pracoval jako sluha, zemědělec a kovář a později také působil v nižších úřednických funkcích. Psal románové fantazie, v nichž se spontánně mísí tradiční jorubský folklor, prvky evropské mytologie a realita každodenního života moderní Afriky s originální obrazotvorností.

## Dětství, mládí a počátky literární tvorby
Narodil se 20. června 1920 v Abeokutě, nigerijském městě, kde jeho rodiče Charles a Esther pracovali jako zemědělci pěstující kakao. Byli to Jorubové křesťanského vyznání. Když bylo Tutuolovi asi sedm let, začal pracovat jako sluha u Iba jménem F.O. Monu, který ho místo placení mzdy poslal do základní školy Armády spásy. Ve věku 12 let navštěvoval Anglican Central School v Abeokutě. Jeho školní docházka však trvala pouhých šest let. Když mu v roce 1939 zemřel otec, odešel ze školy, aby se vyučil kovářem, a tomuto řemeslu se v letech 1942–1945 věnoval u Royal Air Force. Následně vyzkoušel řadu dalších povolání, například prodej chleba a práci kurýra pro nigerijské ministerstvo práce. V roce 1946 během několika dní napsal své první dílo knižního rozsahu, The Palm-Wine Drinkard (Piják palmového vína). Roku 1947 se oženil – jeho ženou se stala Victoria Alake, s níž pak měl čtyři syny a čtyři dcery.

## Další aktivity a literární tvorba
Poté, co napsal první tři knihy a mezinárodně se proslavil, začal v roce 1956 pracovat jako skladník pro nigerijský rozhlas v Ibadanu v západní části Nigérie. Byl také jedním ze zakladatelů klubu Mbari Club, organizace spisovatelů a vydavatelů. V roce 1979 působil jako hostující vědecký pracovník na University of Ife (nyní Obafemi Awolowo University) v nigerijském městě Ile-Ife a roku 1983 se účastnil programu International Writing Program na University of Iowa. V penzi pobýval střídavě v Ibadanu a Ago-Odo. Zemřel 8. června 1997 ve věku 76 let v důsledku hypertenze a cukrovky.
Navzdory tomu, že jeho formální vzdělávání trvalo jen krátkou dobu, psal Tutuola své romány v angličtině. Svůj nejslavnější román, The Palm-Wine Drinkard and His Dead Palm-Wine Tapster in the Deads' Town (Piják palmového vína), napsal v roce 1946. Vydalo ho v Londýně roku 1952 nakladatelství Faber and Faber a ve Francii ho přeložil a roku 1953 v Paříži vydal Raymond Queneau jako L'Ivrogne dans la brousse. Díky Dylanu Thomasovi a jeho pozitivní kritice se tomuto románu dostalo velké pozornosti. Ačkoliv v Anglii a ve Spojených státech byla tato kniha přijata velmi pozitivně, v Tutuolově rodné Nigérii čelila tvrdé kritice. Částečně byla tato kritika způsobena jeho používáním „lámané angličtiny“ a jednoduchého stylu, neboť tyto prvky údajně podporují stereotypní pohled západu na Afriku jako zaostalý kontinent. Po tomto románu následovala roku 1954 kniha My Life in the Bush of Ghosts a poté několik dalších knih, ve kterých se Tutuola i nadále věnoval jorubským tradicím a jorubskému folkloru. Žádná z jeho dalších knih už však nedosáhla takového úspěchu jako The Palm Wine Drinkard. Mnohé Tutuolovy texty, dopisy a rukopisy byly shromážděny v Harry Ransom Humanities Research Center na University of Texas v Austinu.

## Vybraná díla
- The Palm-Wine Drinkard (1946, vydáno 1952, Piják palmového vína, česky 1966, 1998)
- My Life in the Bush of Ghosts (1954)
- Simbi and the Satyr of the Dark Jungle (1955)
- The Brave African Huntress (1958)
- Feather Woman of the Jungle (1962, slovensky s názvem Striga z džungle, 1978)
- Ajaiyi and His Inherited Poverty (1967)
- The Witch-Herbalist of the Remote Town (1981)
- The Wild Hunter in the Bush of the Ghosts (1982)
- Yoruba Folktales (1986)
- Pauper, Brawler and Slanderer (1987)
- The Village Witch Doctor and Other Stories (1990)